# Veragros
Los veragros (en latín, Veragri) fueron un pueblo galo mencionado por César, que los sitúa en el Valais (Suiza) entre los nantuates y los sedunos. Su ciudad principal fue Octoduro (Martigny) y por eso a veces se los llama octodurencos (por ejemplo por Plinio. Dión Casio dice que habitaban los territorios entre los alóbroges y el lago Lemán hasta los Alpes, pero eso no es correcto. Estrabón los llama varagri, y los sitúa entre los caturiges y los nantuates; Plinio los sitúa entre los sedunos y los salasos, en el valle de Aosta. Tito Livio los sitúa en los Alpes, en el Gran San Bernardo que es el más preciso. 